# یواس‌اس هیوود (ای‌پی‌ای-۶)
یواس‌اس هیوود (ای‌پی‌ای-۶) (به انگلیسی: USS Heywood (APA-6)) یک کشتی بود که طول آن ۵۰۷ فوت (۱۵۵ متر) بود. این کشتی در سال ۱۹۱۹ ساخته شد.